# Peiwar-Pass
Der Peiwar-Pass, auch Peiwar Kotal Pass genannt, ist einer der wenigen befahrbaren Pässe, die Pakistan und Afghanistan verbinden.

## Pass-Straßenverlauf
Die Bergstraße überwindet den Peiwar-Pass, der eine Scheitelhöhe von 2596 m hat. Die Passhöhe befindet sich etwa 20 km westlich von Parachinar. Der Pass ist im Winter wegen des Schneefalls und der Vereisung einige Monate lang nicht befahrbar.

## Geschichte
Durch das Kurram-Tal führte früher eine der Haupt-Handelsrouten nach Kabul und Gardez in Afghanistan.
Während des Zweiten Afghanischen Kriegs 1878 stürmten die Gurkhas und Highlander der Kurram Valley Force des britischen Feldmarschalls Frederick Roberts den Peiwar-Pass, besiegten die afghanischen Streitkräfte und brachten den Pass unter britische Kontrolle. Ein Jahr später nutzten die Briten dann den Weg über den Peiwar-Pass und den Shotor-Gardan-Pass für ihren Angriff auf Kabul.
Die Passstraße ist der Weg in die afghanische Provinz Paktia nach Gardez. Von Gardez über den Khost-Gardez-Pass und Khost kann Kabul erreicht werden. Dies ist die kürzeste Wegstrecke von Kabul nach Pakistan.